# 佩恩加普 (肯塔基州)
佩恩加普（英語：Payne Gap）是位於美國肯塔基州萊徹縣的一個人口普查指定地區。

## 人口
根據2020年美國人口普查的數據，佩恩加普的面積為5.97平方千米，當中陸地面積為5.97平方千米，而水域面積為0.00平方千米。當地共有人口347人，而人口密度為每平方千米58.12人。